# Nippoptilia vitis
Nippoptilia vitis (tên tiếng Anh: Grape Plume Moth) là một loài bướm đêm thuộc họ Pterophoridae. Nó được tìm thấy ở Nhật Bản (Honshu, Shikoku, Kyushu, Tsushima), Hàn Quốc, Đài Loan, Trung Quốc và Thái Lan.
Sải cánh dài khoảng 11 mm và Chiều dài cánh trước khoảng 7–8 mm.
Ấu trùng ăn Ampelopsis brevipedunculata, Cayratia japonica, Parthenocissus tricuspidata, Vitis thunbergii và Vitis vinifera. Chúng ăn lá của hoa trên thực vật chúng làm tổ. Khi ăn lá của Cayratia japonica, nó ăn từ mặt dưới của lá.